# L'uomo venuto da lontano
L'uomo venuto da lontano (An American Romance)  è un film drammatico del 1944 diretto e prodotto da King Vidor, autore anche del soggetto.
Come ha affermato il regista nella sua autobiografia uscita nel 1953, il film fu concepito come capitolo conclusivo della cosiddetta trilogia "Guerra, grano e acciaio", dopo La grande parata del 1925 e Nostro pane quotidiano del 1934.
Sempre nell'autobiografia, Vidor ha ricordato che dopo la proiezione in anteprima a Inglewood il film venne ridotto da 151 a 122 minuti dalla produzione: «...Louis B. Mayer è venuto da me, mi ha messo il braccio intorno al collo e ha detto: "Ho appena visto il film più grande che la nostra compagnia abbia mai fatto, ma dagli uffici di New York è arrivato l'ordine di tagliare mezz'ora"».
Sebbene il regista si aspettasse l'eliminazione di sequenze "documentali" sulla produzione di acciaio, automobili e aerei, che egli stesso riteneva troppo lunghe, la maggior parte dei tagli riguardò invece le scene narrative, tra cui alcune riprese presso il circuito di Indianapolis e una sequenza che mostra un confronto tra Steve Dangos e i suoi lavoratori. La sua disapprovazione, unita ai risultati deludenti del film al box office, fu tale che Vidor abbandonò la MGM con la quale aveva lavorato per vent'anni.

## Trama
Stati Uniti, 1898. Appena sbarcato, il ceco Stefan Dubechek trova lavoro in una miniera di ferro nel nord-est del Minnesota e grazie all'aiuto della maestra locale Anna O'Rourke impara rapidamente a leggere nella nuova lingua. Adottato il nome di Steve Dangos, l'ambizioso immigrato diventando sempre più abile nel suo lavoro e si trasferisce a Chicago per lavorare in un'acciaieria. In breve tempo viene promosso a capo sezione, ma la mancanza di Anna si fa sentire e Steve le chiede di raggiungerlo.
I due si sposano e negli anni la famiglia aumenta con l'arrivo di cinque figli. Dopo aver ottenuto la cittadinanza americana, proprio il giorno in cui apprende della morte del figlio George partito per il fronte, Steve decide di avviare un'azienda automobilistica con Howard Clinton, ex insegnante di George appassionato di auto. Si trasferisce quindi a Detroit dove i due danno vita alla Danton Auto Works.
Quando il figlio Teddy accetta un lavoro di basso livello in fabbrica, deciso ad imparare le basi dell'industria automobilistica, Steve è entusiasta ma la sua preoccupazione aumenta quando Teddy viene coinvolto in una campagna per organizzare uno sciopero dei lavoratori. Inoltre, durante una riunione del consiglio di amministrazione Howard vota per consentire ai lavoratori di organizzarsi e Steve lo condanna come traditore.
Anna suggerisce a Steve di ritirarsi dal lavoro e la coppia si stabilisce in California. Subito dopo il bombardamento di Pearl Harbor, annoiato e sconsolato Steve apprende che il governo ha chiesto alla Danton di costruire aerei a San Diego. Lasciando da parte il suo orgoglio, si riconcilia con Teddy e Howard e insieme cercano il modo per produrre migliaia di bombardieri.

## Genesi e produzione
King Vidor trasse ispirazione per il soggetto dalla vita di industriali e imprenditori americani quali Andrew Carnegie, William S. Knudsen e Walter Chrysler, oltre che dallo scrittore e giornalista Louis Adamic, autore di testi sui temi dell'immigrazione e del lavoro che aveva lavorato nelle miniere di ferro in Minnesota.
Nel 1941 Vidor raccontò la storia che aveva in mente al vicepresidente e direttore generale della MGM Louis B. Mayer, che a sua volta la riportò al presidente Nicholas Schenck che dette il via libera. Il regista scrisse quindi una bozza della storia e la inviò a Adamic, che iniziò a lavorare su una possibile sceneggiatura. In realtà il suo contributo non è stato confermato e lo scrittore non è accreditato nella pellicola. Secondo alcune fonti, nello stesso periodo altri scrittori lavorarono al progetto contribuendo in minima parte allo script finale, tra cui John Fante, Wessel Smitter, Gordon Kahn e Frances Marion.

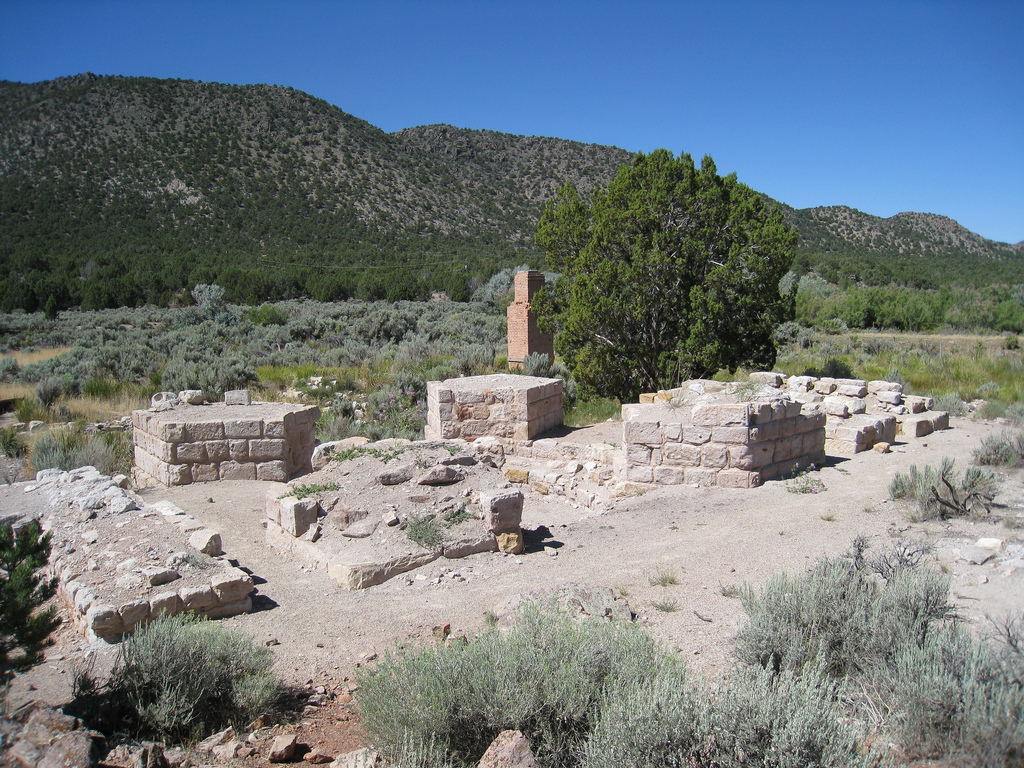
La città fantasma di Old Iron Town nello Utah, una delle location del film

Come co-sceneggiatori risultano accreditati Herbert Dalmas e lo scrittore William Ludwig, che con Vidor dettero il maggior contributo, oltre a Robert D. Andrews che contribuì con i dialoghi di sequenze aggiuntive girate nel novembre 1943.
Il regista ha inoltre affermato che per alcune immagini del film si ispirò ai dipinti dell'artista americano Charles E. Burchfield e di aver progettato lo schema dei colori del film per "seguire la stessa progressiva raffinatezza" della storia. Il The Hollywood Reporter ha notato che i dipinti e gli schizzi usati nel film vennero creati dalla Society of Illustrations e descritti nel numero del 2 ottobre 1944 della rivista Life.
Per le sequenza finali del montaggio degli aeromobili venne realizzata una fabbrica in miniatura, ma il risultato sembrò così irreale che Vidor decise di riprenderle in una vera fabbrica, utilizzando la reale costruzione dettagliata di una "fortezza volante". Inoltre, poiché durante la seconda guerra mondiale nessuna catena di montaggio di autovetture era in funzione, il regista dovette prendere in prestito automobili dalla Chrysler, disassemblarle e rimontarle in una catena di montaggio simulata.
Le riprese iniziarono il 1º aprile 1943 e terminarono a metà agosto, mentre nel mese di ottobre vennero girate scene aggiuntive. Tra i titoli di lavorazione, America, This Is America, An American Story, American Miracle e The Magic Land.
Con un budget di circa 3 milioni di dollari il film venne girato, oltre che nei Metro-Goldwyn-Mayer Studios di Culver City, a Los Angeles e San Diego (California), Duluth e Hibbing (Minnesota), Chicago (Illinois), Dearborn e Detroit (Michigan), Hammond, Gary e Indianapolis (Indiana) e Old Iron Town (Utah).

### Il cast

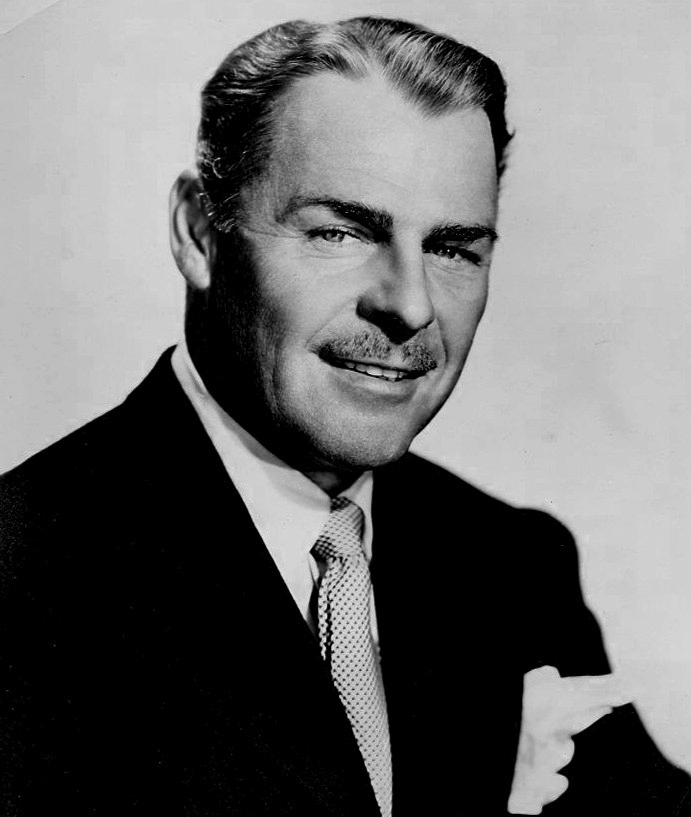
Brian Donlevy, qui in uno dei rari ruoli di personaggio "positivo"

La prima scelta per il protagonista Steve Dangos fu Spencer Tracy, che secondo King Vidor simboleggiava "tutto ciò che il personaggio rappresentava". A causa di impegni già presi dall'attore la parte fu poi affidata a Brian Donlevy, anche se il regista ha dichiarato in seguito di aver avuto l'impressione che non fosse molto adatto perché conosciuto soprattutto per aver interpretato ruoli da villain, come Barshee in Jess il bandito (1939), "Knuckles" Jacoby in La costa dei barbari (1935) o il sadico sergente Markoff in Beau Geste (1939).
Il regista pensò invece a Ingrid Bergman per il ruolo di Anna e a Joseph Cotten per quello di Howard Clinton, ma anche in questo caso precedenti impegni lo costrinsero a ripiegare su altre scelte. Per la parte della moglie di Steve Dangos furono quindi prese in considerazione Ann Sothern e Frances Gifford ma alla fine venne preferita l'attrice australiana Ann Richards, qui al suo primo ruolo importante. La parte di Howard Clinton fu invece affidata al noto caratterista Walter Abel.
Tra i moltissimi attori che non risultano accreditati ci sono caratteristi come Erville Alderson, William Tannen, Byron Foulger, Earle Hodgins, le attrici Barbara Bedford e Barbara Pepper, il noto attore comico Snub Pollard, l'attore britannico Harry Cording e gli attori e registi King Baggot e Charles Ray.
Secondo quanto riportato nel 1943 su The Hollywood Reporter, altri attori presi in considerazione per alcuni dei ruoli principali includevano inizialmente Philip Dorn, John Hodiak e John Craven, che non fecero però parte del cast.

## Distribuzione
Dopo la première dell'11 ottobre 1944 a Cincinnati, il film venne distribuito negli Stati Uniti a partire dal 23 novembre.

### Date di uscita
- USA (An American Romance) - 23 novembre 1944
- Svezia (Löftets land) - 16 aprile 1945
- Finlandia (Lupausten maa) - 25 novembre 1945
- Uruguay (Tierra de esperanza) - 13 dicembre 1950

Negli Stati Uniti il film ricevette il primo passaggio televisivo il 18 gennaio 1957 dalla KTTV, a Los Angeles, seguito da quelli del 5 ottobre dalla WFIL a Filadelfia, del 15 aprile 1958 dalla KGO a San Francisco e del 4 luglio 1958 dalla WCBS a New York. Dal momento che in quegli anni le trasmissioni a colori erano ancora agli inizi, limitate ad un ridottissimo numero di programmi, il film venne mandato in onda in bianco e nero e solo molti anni dopo i telespettatori ebbero la possibilità di vederlo in Technicolor.
Nel 2015 è stato proiettato durante la 65ª edizione del Festival di Berlino, nell'ambito di una retrospettiva dedicata al 100º anniversario del procedimento di cinematografia a colori diventato leggendario nella storia del cinema.

### Accoglienza e critica
Nonostante un'estesa promozione da parte del regista e dei protagonisti, che parteciparono a dieci giorni di apparizioni personali e sfilate e inaugurarono perfino un aeroplano chiamato "An American Romance" a Dayton nell'Ohio, il film fu un fallimento al box office, tanto che la MGM registrò una perdita di 1.7 milioni di dollari, e ricevette recensioni contrastanti da parte della critica. Nella sua autobiografia King Vidor ha scritto: «Molti dei residenti di Hollywood e Beverly Hills non hanno mai visto il film e molti non sapevano nemmeno che esistesse. Ho trascorso 3 anni della mia vita sul progetto e la MGM ha speso quasi 3 milioni di dollari».
Il 24 novembre 1944 il critico Bosley Crowther scrisse sul New York Times: «Una meravigliosa opportunità, più una considerevole quantità di soldi e tempo sono stati spesi da King Vidor e la Metro nel tentativo di mostrare sullo schermo l'immensa vitalità dell'industria americana... Ma sicuramente l'occasione è stata sprecata in modo più che penoso... Perché il signor Vidor ha fatto un grande film a colori con un'abbondanza di vividi scenari americani, ma con una storia talmente banale e noiosa che tutto il film sembra un imponente luogo comune».